# Candlelight
„Candlelight“ (do češtiny přeloženo jako Světlo svíčky) je píseň maďarské zpěvačky Csézy. Je obsažena na albu Szívverés. Píseň reprezentovala Maďarsko na Eurovision Song Contest 2008 v srbském Bělehradě. Maďarská verze písně se nazývá „Szívverés“ (Tlukot srdce).
Dne 8. února 2008 byla vybrána prostřednictvím maďarského národního výběru Eurovíziós Dalverseny 2008 zpěvačka Csézy, reprezentantka Maďarska na Eurovision Song Contest 2008 v Bělehradě, s maďarskou verzí „Szívverés“.
Píseň napsali Imre Mózsik a Viktor Rakonczai, který reprezentoval Maďarsko na Eurovision Song Contest 1997 jako člen skupiny V.I.P.
Píseň soutěžila ve 2. semifinále, 22. května 2008 a vystoupila jako patnáctá v pořadí (po reprezentantce Gruzie, Dianě Gurtské s písní „Peace Will Come“ a před reprezentantkou Malty, Morenou a písní „Vodka“). Písni se nepodařilo zajistit místo ve finále a umístila na posledním místě se šesti body.
Dalším maďarským zástupcem byl Zoli Ádok s písní „Dance With Me“.